# Lambdasporium wauense
Lambdasporium wauense är en svampart som beskrevs av Matsush. 1971. Lambdasporium wauense ingår i släktet Lambdasporium, divisionen sporsäcksvampar och riket svampar.   Inga underarter finns listade i Catalogue of Life.